# Bigger Cages, Longer Chains
Bigger Cages, Longer Chains är en EP av det svenska garagerockbandet The (International) Noise Conspiracy, utgiven 1999. Skivan utgavs på CD av Burning Heart Records och på CD och LP av
Epitaph Records.
Titelspåret hörs i filmen Fröken Sverige (2004).

## Låtlista
1. "Bigger Cages, Longer Chains"
2. "Beautiful So Alone"
3. "Baby Doll" (N.E.R.D-cover)
4. "Waiting for Salvation"
5. "A Textbook Example"
6. "When Words Are Not Working"

### Fotnoter
1. ↑  ”Bigger Cages, Longer Chains”. Discogs.com. http://www.discogs.com/International-Noise-Conspiracy-Bigger-Cages-Longer-Chains/release/506723. Läst 19 april 2012.
2. ↑  ”Fröken Sverige”. Svensk Filmdatabas. Arkiverad från originalet den 9 augusti 2014. https://web.archive.org/web/20140809030349/http://sfi.se/sv/svensk-filmdatabas/Item/?itemid=56621&type=MOVIE&iv=Music. Läst 8 september 2013.